# Acalolepta dentifera
Acalolepta dentifera är en skalbaggsart som först beskrevs av Aurivillius 1927.  Acalolepta dentifera ingår i släktet Acalolepta och familjen långhorningar.
Artens utbredningsområde är Filippinerna. Inga underarter finns listade i Catalogue of Life.